# Das Sandbad
Das Sandbad (tradotto in italiano Il bagno di sabbia) è un cortometraggio erotico muto del 1907, diretto da Johann Schwarzer e prodotto dalla casa cinematografica austriaca Saturn-Film, impegnata nella produzione di cortometraggi di genere erotico-pornografico.

## Trama
Un uomo di mezza età a petto nudo, si appresta a preparare una fossa nella sabbia, per far accomodare una ragazza spoglia delle sue vesti, con addosso solamente un velo trasparente. Una volta accomodata nel letto di sabbia, la donzella cambia più volte posizioni, mentre l'uomo la osserva da lontano. Quando quest'ultima si alza, l'uomo tenta di pulire la sabbia della donzella con un fazzoletto, ma la ragazza lo allontana e i due escono fuori di scena.